# Czarnotul
Czarnotul (dawniej Czarnotul A) – wieś w Polsce położona w województwie kujawsko-pomorskim, w powiecie mogileńskim, w gminie Mogilno.
W latach 1954–1961 wieś należała i była siedzibą władz gromady Czarnotul, po jej zniesieniu w gromadzie Mogilno. W latach 1975–1998 miejscowość administracyjnie należała do województwa bydgoskiego.

## Demografia
Według Narodowego Spisu Powszechnego (III 2011 r.) liczyła 162 mieszkańców. Jest 27. co do wielkości miejscowością gminy Mogilno.

## Nazwa
Podczas germanizacji nazewnictwa na obszarach zaboru pruskiego, Niemcy zastąpili dotychczasową nazwę urzędową Czarnotul A formą Schwarzanger. Nazwa ta obowiązywała w latach 1906–1918 i podczas okupacji niemieckiej do stycznia 1945 r.

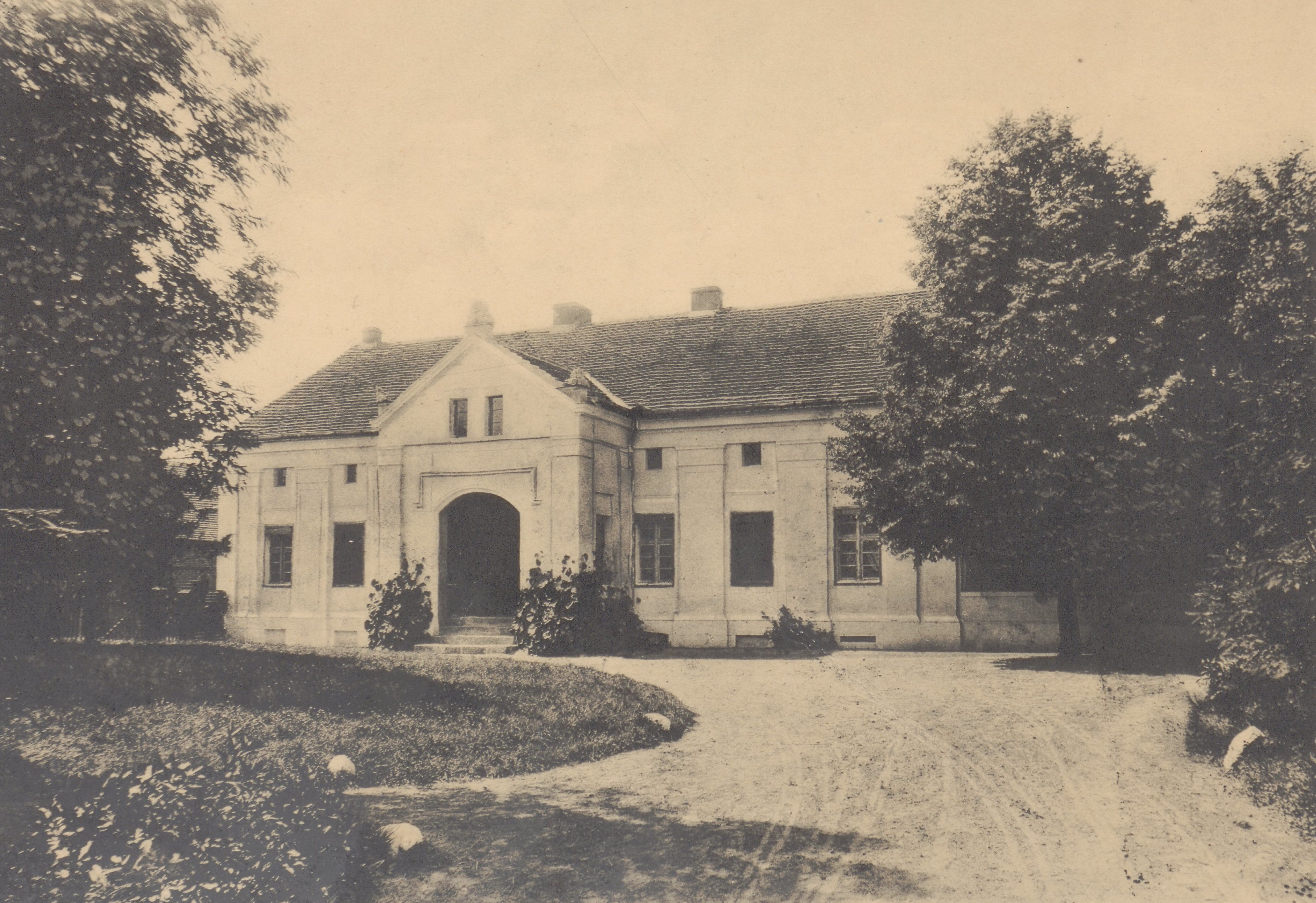
Widok dworu przed 1912